# Novembre 1821

## Événements
- 16 novembre, Conquête de l'Ouest(États-Unis) : la Piste de Santa Fe est utilisée pour la première fois par un blanc américain, William Becknell.

- 28 novembre : indépendance de Panama, qui intègre la Grande Colombie[1].

- 30 novembre : José Núñez de Cáceres proclame l'indépendance de la colonie espagnole de Saint-Domingue, qui devient la république de l'Haïti espagnol.

## Naissances
- 6 novembre : Alexandre Jamar, éditeur, financier et homme politique belge († 15 août 1888).
- 11 novembre du calendrier grégorien ou 30 octobre du calendrier julien : Fiodor Dostoïevski, écrivain russe († 1881).
- 18 novembre : Franz Friedrich Ernst Brünnow (mort en 1891), astronome.
- 21 novembre : Carl August Bolle (mort en 1909), naturaliste et collectionneur allemand.
- 24 novembre : Dominique Adolphe Grenet, peintre français († 1885).
- 30 novembre :
  - Delphe-Auguste Labitte, homme politique français
  - Gustavus Woodson Smith, militaire américain
  - Frederick Temple, ecclésiastique britannique